# さくしま (掃海艇)
さくしま（ローマ字：JDS Sakushima, MSC-671、MCL-727）は、海上自衛隊の掃海艇。はつしま型掃海艇の23番艇。艇名は佐久島に由来する。

## 艦歴
「さくしま」は、昭和62年度計画掃海艇371号艇として、日本鋼管鶴見造船所で1988年5月17日に起工され、1989年6月2日に進水、1989年12月13日に就役し、同日付で第2掃海隊群隷下に第20掃海隊が新編され「うきしま」、「あわしま」とともに編入された。定係港は横須賀。
1991年4月26日から自衛隊初の海外派遣となった湾岸戦争後のペルシャ湾掃海任務（湾岸の夜明け作戦）に派遣され、10月30日に帰国した。
1997年3月19日、第20掃海隊が横須賀地方隊隷下に編入。同日付、隊番号の改正により第20掃海隊が第41掃海隊に改称。
2004年2月16日、大湊地方隊函館基地隊所属の第45掃海隊に編入。
2006年2月8日、掃海管制艇に種別変更され、船籍番号がMCL-727に変更。掃海隊群第101掃海隊に編入され、定係港が呉に転籍。
2011年3月11日に発生した東北地方太平洋沖地震による東日本大震災に対し、災害派遣される。
2013年3月21日、除籍。